# Ishkur

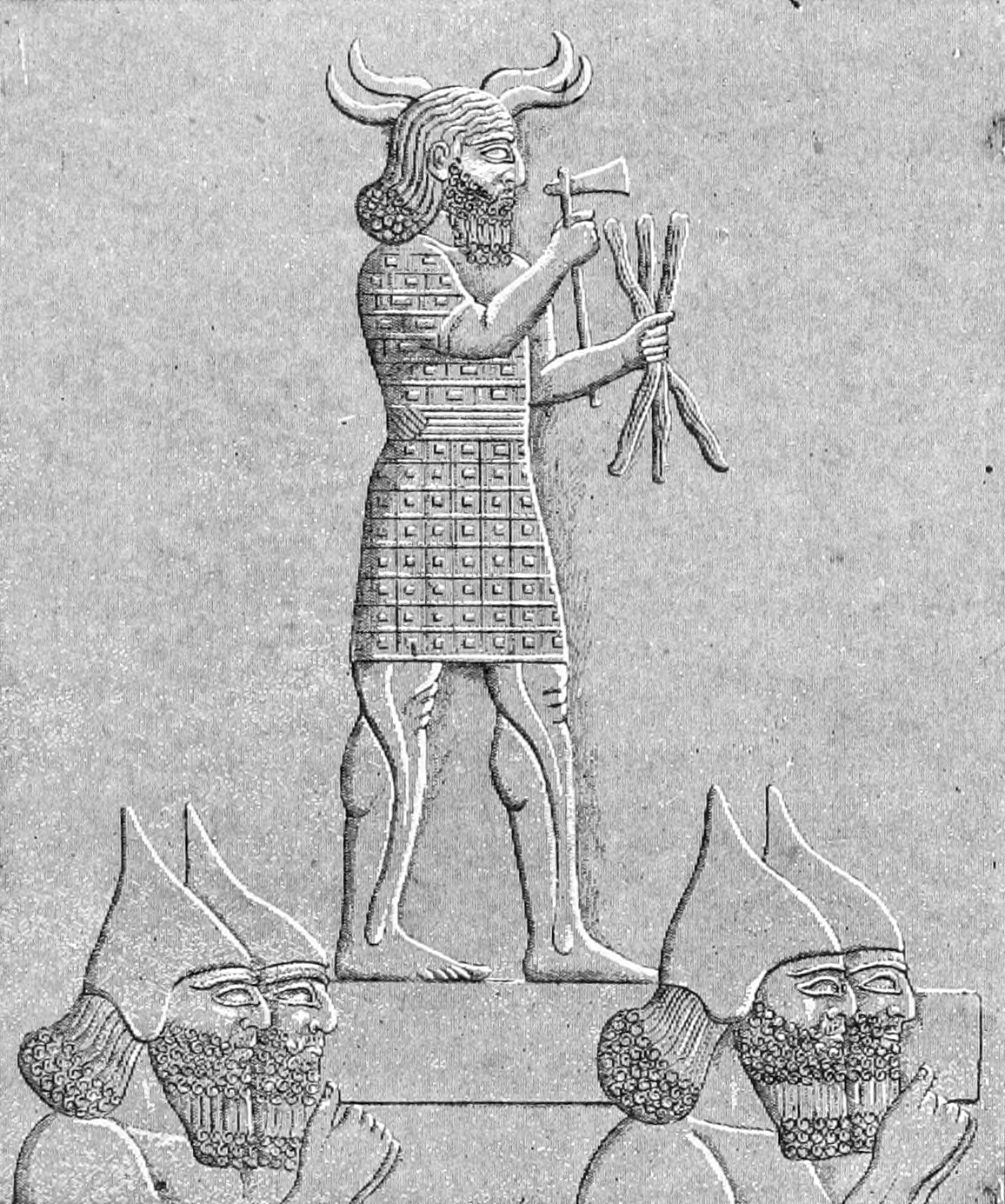
Ishkur llevado a Asiria por los soldados de Asurbanipal. Ilustración de libro de Henri Faucher-Gudin alrededor de 1900.

Isku o Iskur en sumerio, y Adad en acadio, es el dios de las tormentas y las lluvias de los pastores, adorado aproximadamente del 3500 a. C. al 1750 a. C. en la antigua Mesopotamia. Su centro de culto estaba en Karkara, y E.nam.khe era el templo al que recibía culto. Es descrito como hermano del dios sol Utu. En la mitología de la creación Enki puso a su cargo los vientos y «el dique de plata en el corazón del cielo». Otros autores lo describen como un toro o un león, y sus rugidos eran como truenos. En un texto figura como hijo de An y hermano gemelo de Enki.
En 1772 a. C. Hammurabi construyó un trono para hacer culto a Adad.